# Philothamnus nitidus
Espèce
Synonymes
- Ahaetulla nitida Günther, 1863
- Ahaetulla lagoensis Günther, 1872

Philothamnus nitidus est une espèce de serpents de la famille des Colubridae.

## Répartition
Cette espèce se rencontre au Liberia, en Côte d'Ivoire, au Cameroun, en Centrafrique, au Gabon, au Congo-Brazzaville, au Congo-Kinshasa, au Burundi, au Kenya, en Tanzanie.

## Liste des sous-espèces
Selon The Reptile Database (19 février 2014) :
- Philothamnus nitidus loveridgei Laurent, 1960
- Philothamnus nitidus nitidus (Günther, 1863)

## Publications originales
- Günther, 1863 : On some species of tree-snakes (Ahaetulla). Annals and Magazine of Natural History, sér. 3, vol. 11, p. 283-287 (texte intégral).
- Laurent, 1960 : Notes complémentaires sur les Chéloniens et les Ophidiens du congo oriental. Annales du Musée Royal du Congo Belge (Sciences Zoologiques), vol. 84, p. 1-86.